# Gornji Karajzovci
Gornji Karajzovci so naselje v občini Gradiška, Bosna in Hercegovina. 

## Deli naselja
Babići, Bagruša, Baraji, Centar, Dmitrovići in Gornji Karajzovci.

## Prebivalstvo
| Pregled števila prebivalcev po letih | Pregled števila prebivalcev po letih | Pregled števila prebivalcev po letih | Pregled števila prebivalcev po letih | Pregled števila prebivalcev po letih | Pregled števila prebivalcev po letih |
| ------------------------------------ | ------------------------------------ | ------------------------------------ | ------------------------------------ | ------------------------------------ | ------------------------------------ |
| 1948                                 | 1953                                 | 1961                                 | 1971                                 | 1981                                 | 1991                                 |
| -                                    | -                                    | -                                    | 546                                  | 523                                  | 537                                  |

| Narodna sestava prebivalstva po letih                                                                                      | Narodna sestava prebivalstva po letih                                                                                       | Narodna sestava prebivalstva po letih                                                                                       |
| --- | --- | --- |
| 1971 | 1981 | 1991 |
| . skupaj: 546 Srbi 543 (99,45 %) Muslimani 1 (0,18 %) Hrvati 0 (0,00 %) Jugoslovani 0 (0,00 %) drugi in neznano 2 (0,36 %) | . skupaj: 523 Srbi 509 (97,32 %) Hrvati 0 (0,00 %) Muslimani 0 (0,00 %) Jugoslovani 14 (2,67 %) drugi in neznano 0 (0,00 %) | . skupaj: 537 Srbi 520 (96,83 %) Hrvati 1 (0,18 %) Muslimani 0 (0,00 %) Jugoslovani 11 (2,04 %) drugi in neznano 5 (0,93 %) |